# Staurofila
Staurofila es una novela compuesta a finales del siglo XIX por la autora mexicana María Nestora Téllez (1828-1890), quien la describió como un cuento alegórico. Debido a que María Nestora Téllez sufrió una enfermedad en la niñez que la dejó ciega, la obra fue dictada por ella a sus asistentes.  Fue publicada por primera vez en 1889, en forma anónima, por petición de la misma autora, y volvió publicarse en 1893 ya con la mención de la creadora, luego de su fallecimiento. Desde entonces ha sido editada en México en varias ocasiones hasta la actualidad.  Ha sido descrita como “una novela de aventuras con rasgos caballerescos, un extenso cuento de hadas y una novela hagiográfica inmersa en la tradición literaria hispana, medieval y renacentista”.
La novela es una narración didáctica que la autora contaba a su alumnado para describir de forma alegórica tanto los principios del cristianismo, como el crecimiento espiritual, e inclusive algunos temas escatológicos. Consiste en una historia alegórica que describe la lucha diaria por mantener la libertad, el amor y la vida, que se consideran dones de Dios. Por su estilo, podría considerarse una obra análoga y anterior a otras de gran éxito con un estilo alegórico relativamente similar, como las Crónicas de Narnia o El Señor de los Anillos, pero con un simbolismo más claro y directo. Tiene influencia notable de el Cantar de los Cantares y de las obras de San Francisco de Sales, de San Juan de la Cruz y de Santa Teresa de Jesús.  

## Argumento
La novela narra las aventuras y épicas batallas en medio de las cuales Helios Dicaías, el Príncipe del Reino de las Luces, declara y mantiene su amor por Staurofila, hija de Prótaner, uno de los habitantes del reino, en una clara alegoría del amor de Jesucristo hacia las almas, hacia su pueblo o Iglesia y hacia la humanidad, y que además describe las etapas por las cuales el amor de Staurofila por el Príncipe crece y madura.  Staurofila ha sido amada aun antes de su concepción, y colmada de dones. Sin embargo, malas decisiones y malas respuestas, al principio de sus padres, y luego de ella misma, ponen en peligro su felicidad. En medio de una guerra entre dos reinos, ella se equivoca y cae en graves peligros no sólo una vez, no dos veces, ni tres. Uno pierde la cuenta y fácilmente se desespera de las veces que ella cae en las trampas de los enemigos de su felicidad. Afortunadamente, ella tiene el amor de un príncipe que nunca se cansa de expresarle su amor, que nunca se cansa de cuidarla, que nunca se cansa de reconocer y devolverle su libertad, que nunca se cansa de salvarla, que nunca se cansa de perdonarla. Uno puede reconocer que este valiente y misericordioso príncipe es quien realmente combate la mayor parte de la lucha diaria. Staurofila progresivamente comprende que su importante rol en la batalla es el de responder al amor de su salvador, confiar siempre en su misericordia, y estar preparada para resistir la tentación y para discernir el bien del mal. Se observa así en ella una progresiva madurez y crecimiento espiritual, que le permiten llegar a la unión definitiva con su príncipe.

## Simbolismo de personajes, lugares y algunos objetos
| Nombre                                                                      | Significado dado en la obra                                                                              | Simbolismo |
| --------------------------------------------------------------------------- | --- | --- |
| Staurofila                                                                  | Amante de la Cruz                                                                                        | Alma humana. |
|                                                                             | | |
| Filautia                                                                    | Amor propio                                                                                              | Cuerpo humano. La “carne” |
|                                                                             | | |
| Helios Dicaias (Príncipe de las Luces, médico)                              | Sol de justicia                                                                                          | Jesucristo |
|                                                                             | | |
| Rey de las Luces                                                            | | Dios Padre |
|                                                                             | | |
| Buletes                                                                     | Consejero                                                                                                | Consejero espiritual (sacerdote o superiora religiosa), Iglesia guiada por el Espíritu Santo, ángel. (En el entorno anticlerical de México posterior a la Guerra de Reforma, es entendible que en la nota del libro se identificara a Buletes sólo con un ángel y no con un sacerdote o con la Iglesia). |
|                                                                             | | |
| Quejaritomene                                                               | Llena de Gracia                                                                                          | Santa María Virgen, María de Nazaret |
|                                                                             | | |
| Teóforo                                                                     | El que lleva a Dios                                                                                      | José de Nazaret |
|                                                                             | | |
| Guerreros y sabios                                                          | | Santos y mártires de la Iglesia |
|                                                                             | | |
| Pastorcitas                                                                 | | Religiosas, devotas |
|                                                                             | | |
| Aldeanos                                                                    | | Fieles cristianos y otras personas no cristianas pero de “buena voluntad” (al principio muchos no identificaban al médico como al hijo del rey) |
|                                                                             | | |
| Corza                                                                       | | Inspiraciones de la gracia divina o del Ángel de la Guarda |
|                                                                             | | |
| Protáner                                                                    | Primer hombre                                                                                            | Adán, padre terreno. |
|                                                                             | | |
| Protogina                                                                   | Primera mujer                                                                                            | Eva, madre terrena. |
|                                                                             | | |
| Próscope                                                                    | Tropiezo                                                                                                 | Tentación |
|                                                                             | | |
| Peirasy                                                                     | Tentación                                                                                                | Envidia (Gusto por causar envidia en otros) |
|                                                                             | | |
| Pseudo-Epítropos                                                            | Falso custodio                                                                                           | El “mundo” (entendido como el mal socialmente aceptado). |
|                                                                             | | |
| Apolión                                                                     | Exterminador                                                                                             | Abadón, Anticristo |
|                                                                             | | |
| La Sierpe                                                                   | Serpiente                                                                                                | Satanás, Lucifer, el Demonio |
|                                                                             | | |
| Pródotes                                                                    | Traidor                                                                                                  | Traidor |
|                                                                             | | |
| Árbol de los Perfumes                                                       | | La Cruz de Jesús |
|                                                                             | | |
| Reino de las Luces                                                          | | Paraíso, cielo |
|                                                                             | | |
| Desierto de las Lágrimas                                                    | | La Tierra, realidad terrena |
|                                                                             | | |
| Castillo de las Negras Sombras                                              | | Vida en pecado, o situación cercana al pecado |
|                                                                             | | |
| Calabozos del Castillo de las Negras Sombras                                | | Infierno |
|                                                                             | | |
| Monte de las Tres Mansiones                                                 | | Oración. Ver y comparar con Las Moradas, de Santa Teresa de Jesús. |
|                                                                             | | |
| --La Gruta                                                                  | | El retiro, la oración de recogimiento. Ver y comparar con Las Moradas, de Santa Teresa de Jesús. |
|                                                                             | | |
| --El Castillo de la Falda                                                   | | Otros niveles de oración de quietud y contento. Ver y comparar con Las Moradas, de Santa Teresa de Jesús. |
|                                                                             | | |
| --El Castillo de la Cumbre                                                  | | Oración mística de unión con Dios. Ver y comparar con Las Moradas, de Santa Teresa de Jesús. |
|                                                                             | | |
| Monte de la Mirra                                                           | Presidio para criminales sentenciados por sus delitos para beneficiar la mirra del árbol de los perfumes | Sufrimiento, sacrificio. Unión a Jesucristo en el sufrimiento y sacrificio. |
|                                                                             | | |
| Campo de las Tres Minas                                                     | Lugar donde se pulen joyas                                                                               | ¿Purgatorio? |
|                                                                             | | |
| Puente largo y delgado sin pasamanos, sobre profundo y tenebroso precipicio | | La muerte |
|                                                                             | | |
| Marca de la Sierpe en el cuello de Staurofila                               | Marca dejada por el aliento de la Sierpe al escapar por la desobediencia de Protáner y Protogina         | Pecado original, concupiscencia. |
|                                                                             | | |
| Punzón                                                                      | | Acto de abnegación o sacrificio. |
|                                                                             | | |
| Vinos, flores y alhajas de las Negras Sombras                               | Objetos de los que Staurofila se debe cuidar en el Castillo de las Negras Sombras.                       | Placeres, soberbia, codicia. |
|                                                                             | | |
| Lámpara, abanico y collar regalados por Quejaritomene                       | Objetos dados a Staurofila por Quejaritomene para ayudarse en el camino.                                 | Luz para discernir bien del mal, abanico para ahuyentar la atracción al mal, Rosario. |
|                                                                             | | |
| Cuadro del Príncipe pintado por Staurofila                                  | | Imagen de Jesucristo a la que el cristiano está llamado a ser. |
|                                                                             | | |

## Estructura
Staurofila se divide en un prólogo, 33 capítulos divididos en tres partes, y un epílogo.

## Recepción y crítica
La obra ha atraído a lectores originalmente dentro de círculos de educación religiosa, después a público interesado en los géneros mitológicos y de fantasía épica, y recientemente a personas interesadas en obras de mujeres latinoamericanas del siglo XIX. Su fórmula novelística ha sido difícil de clasificar y considerada como anticonvencional y atípica, tanto por la trama mitológica y su simbología teológica, diferente a las convenciones narrativas imperantes en el país durante esa época, como por el hecho de haber sido desarrollada por una mujer invidente, aun dentro de una sociedad con una rígida estructura patriarcal. Esto es lo que ha atraído recientemente a personas interesadas en obras de autoras latinoamericanas.  Es importante notar que aunque existe la tendencia de identificar a la protagonista como el ideal de mujer de la época en que se escribió la novela, Staurofila representa en realidad el alma en general, tanto de mujeres como de varones. En los últimos años, desde el punto de vista académico y literario, se han realizado trabajos más extensos de análisis, exégesis y reflexión hermenéutica de esta novela, a partir de propuestas metodológicas dadas, como el de la Dra. Gloria María Prado Garduño.